# Enrico Dall'Oglio
Enrico Dall'Oglio (Imola, 25 luglio 1900 – Milano, 4 settembre 1966) è stato un editore italiano.

## Biografia
Nacque a Imola, nel cui manicomio il padre Andrea, insegnante in servizio presso il Liceo Torricelli di Faenza, era stato ricoverato dopo un tentativo di suicidio.  
Il 10 dicembre 1923 acquistò da Aristide Raimondi il marchio della casa editrice Corbaccio, fondata a Milano nel 1918.
Diede vita alla collana editoriale I Corvi. Stampò opere di Giacomo Matteotti e di Gobetti durante il fascismo, esprimendosi sempre contro il regime. Negli anni quaranta Dall'Oglio pubblicò alcuni testi legati al cristianesimo e alla chiesa cattolica.
La sua casa editrice venne rilevata dal figlio Andrea per essere poi inglobata nel gruppo Longanesi negli anni novanta.